# Amauromyces
Amauromyces is een monotypisch geslacht van schimmels uit de orde Polyporales. Het bevat alleen Amaurohydnum flavidum.